# US Open 2020
US Open 2020 představoval jubilejní 140. ročník druhého grandslamového turnaje tenisové sezóny, jediného hraného na americkém kontinentu. 53. ročník v otevřené éře probíhal na otevřených dvorcích s tvrdým povrchem Laykold v Národním tenisovém centru Billie Jean Kingové newyorského Flushing Meadow – Corona Parku, jakožto Mezinárodní tenisové mistrovství USA mezi 31. srpnem až 13. zářím 2020.
US Open se stal prvním grandslamem od vyhlášení pandemie covidu-19 v březnu 2020. Jarní Roland Garros bylo v probíhající sezóně přeloženo na přelom září a října 2020. Červencový Wimbledon pořadatelé zrušili. Newyorský major organizovaly Mezinárodní tenisová federace a Americká tenisová asociace v rámci kalendáře profesionálních okruhů mužů ATP Tour 2020 a žen WTA Tour 2020. Vítězové singlů si do žebříčků připsali 2 000 bodů. Kvalifikace, smíšená soutěž ani juniorské soutěže nebyly hrány. Do čtyřher nastoupil snížený počet třiceti dvou párů, což znamenalo nižší bodové hodnocení.
Poprvé od roku 2003 chyběli v New Yorku oba obhájci singlových soutěží. Čtyřnásobný španělský šampion Rafael Nadal na počátku srpna zmínil obavy o vlastní bezpečnost, když koronavirová pandemie nebyla stále pod kontrolou. Kanaďanka Bianca Andreescuová se odhlásila v polovině srpna pro herní výpadek po zranění kolena, když od října 2019 nenastoupila k žádnému utkání. Nebyla tak připravena k soutěžní hře na vysoké úrovni.
Premiérový kariérní grandslam vybojoval 27letý Dominic Thiem, který se stal prvním rakouským šampionem v mužské dvouhře Flushing Meadows a po Thomasi Musterovi druhým takovým na grandslamu. Narozený v roce 1993 ukončil šňůru 63 grandslamů vyhraných tenisty, kteří přišli na svět v 80. letech dvacátého století. Rovněž přerušil sérii 13 trofejí Djokoviće, Federera a Nadala. Tito členové tzv. Velké trojky triumfovali na 57 ze 68 předchozích grandslamů. Z této skupiny se turnaje zúčastnil pouze první hráč světa Novak Djoković, jenž byl v osmifinále diskvalifikován po nekontrolovaném odehrání míče, jenž zasáhl čárovou rozhodčí do hrdla. Druhý titul na US Open a třetí grandslamový vyhrála 22letá Japonka Naomi Ósakaová. Na majorech tak zvládla i třetí kariérní finále, což se naposledy před ní podařilo Jennifer Capriatiové v letech 2001–2002.
Na turnaji proběhlo 254 dvouher, z nichž 65 dospělo do rozhodující sady; 24krát u mužů a 41krát u žen. Singlisté v nich zahráli celkem 3 202 es. Jediný Alexander Zverev nastřílel více než sto es (132), ale dopustil se i nejvyššího počtu 64 dvojchyb. Ženské statistice vévodila Serena Williamsová se 70 esy. Tři muži a jedna žena svá utkání skrečovali.
Ředitelkou turnaje se poprvé v historii stala žena, Stacey Allasterová, bývalá prezidentka a CEO Ženské tenisové asociace (WTA).

## Dopad pandemie covidu-19
Tradičně závěrečný čtvrtý Grand Slam tenisové sezóny US Open se konal od posledního srpnového pondělí do druhé neděle v září. Vzhledem k přeložení antukového French Open 2020 na přelom září a října, a zrušení červencového Wimbledonu, se US Open poprvé v historii stal již druhým majorem sezóny. Rovněž pouze dvoutýdenní prodleva od navazujícího Roland Garros, začínajícího 27. září 2020, znamenala nejkratší interval mezi konáním dvou grandslamů. US Open představoval vyvrcholení letní sezóny na severoamerických betonech US Open Series, která byla v roce 2020 jako celek zrušena.

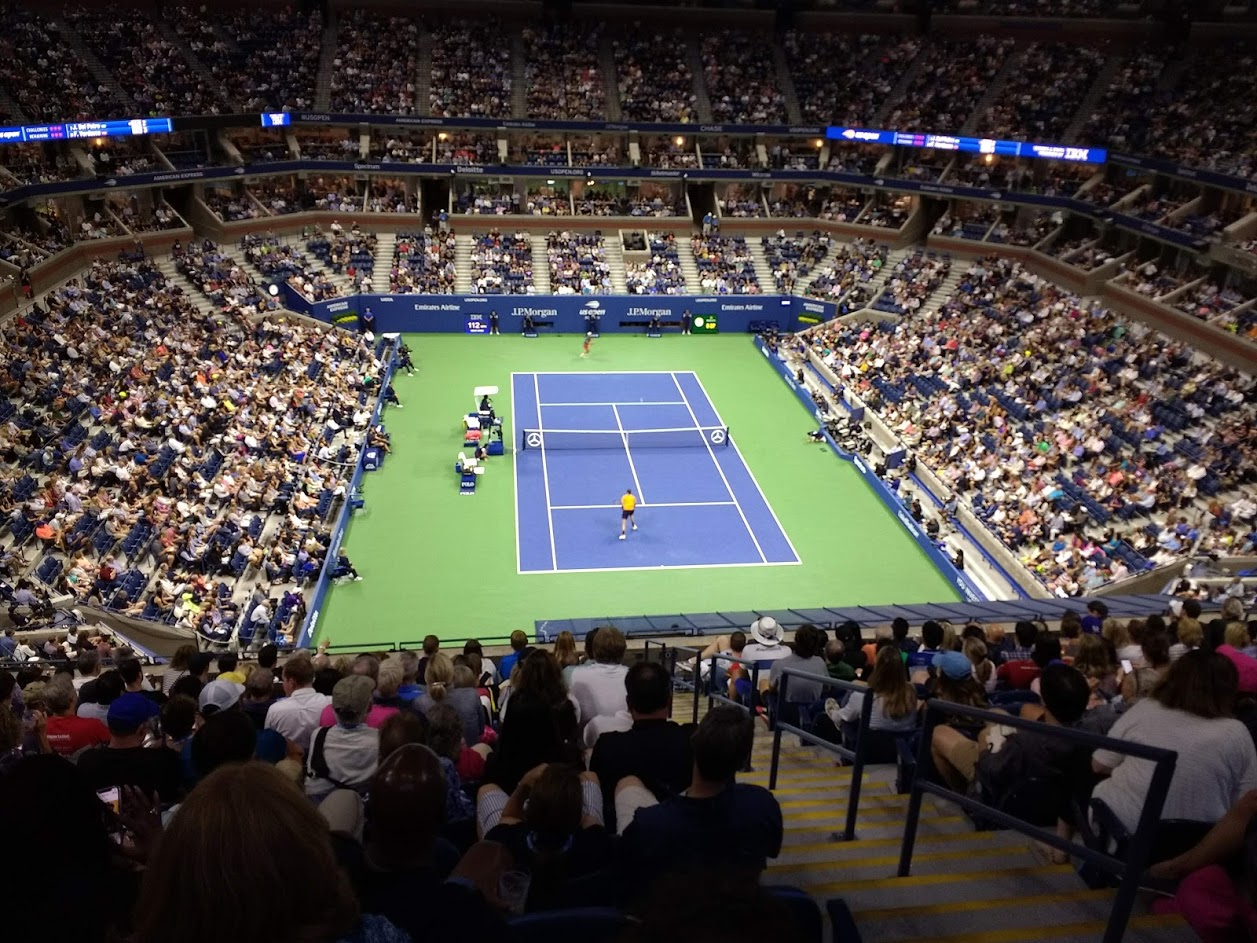
Největší tenisový stadion světa, Arthur Ashe Stadium

S vyhlášením pandemie covidu-19 v březnu 2020 následovalo pětiměsíční přerušení profesionálních okruhů. S ohledem na vývoj infekce organizátoři během června oznámili, že by se US Open mělo odehrát bez diváků, po schválení této změny newyorským guvernerém Andrewem Cuomem. Poprvé ve 143leté grandslamové historii, psané od roku 1877, tak jedna z událostí „velké čtyřky“ probíhala se zákazem vstupu veřejnosti.
Tenisté cestující do Spojených států nemuseli setrvat v karanténě, ale před příletem do New Yorku byl vyžadován negativní test na přítomnost koronaviru. Po vstupním turnajovém testu hráči nesměli na jeden opustit hotelový pokoj. Testování pokračovalo i během grandslamu. V případě pozitivity byl hráč nucen odstoupit. Třicet dva nasazených mužů a žen si rozdělilo šedesát čtyři skyboxových lóží na stadionu Arthura Ashe k vlastnímu využití.
Na dodržování covidových pravidel a omezení dle Centra pro kontrolu a prevenci nemocí dohlížel tým přibližně čtyřiceti osob. Americký tenisový svaz zajistil půl milionu roušek, jejichž nošení bylo povinné mimo dvorec a prostory tělocvičen. Do šaten měli přístup pouze tenisté v omezeném počtu, s minimální dobou na převlečení. Společné restaurační zařízení zredukovalo počet míst ze tří set na padesát; nově vznikly stravovací zóny v otevřeném prostoru.
Utkání třetího kola mezi Alexandrem Zverevem a Adrianem Mannarinem na stadionu Louise Armstronga bylo o tři hodiny odloženo pro „konzultaci s odpovědnými zdravotními autoritami“. Francouz Mannarino byl jedním z deseti tenistů, kteří měli delší kontakt s Benoîtem Pairem, jenž musel před zahájením odstoupit pro pozitivní test na covid-19. Na základě vyhlášky orgánu veřejného zdraví okresu Nassau, vydané v průběhu grandslamu, byly před druhým kolem čtyřhry nuceny odstoupit nejvýše nasazené Kristina Mladenovicová s Tímeou Babosovou. Mladenovicová měla také před turnajem intenzivnější kontakt s Pairem a zbytek karantény musela setrvat v izolaci na hotelovém pokoji.

## 140. ročník

### Pozadí

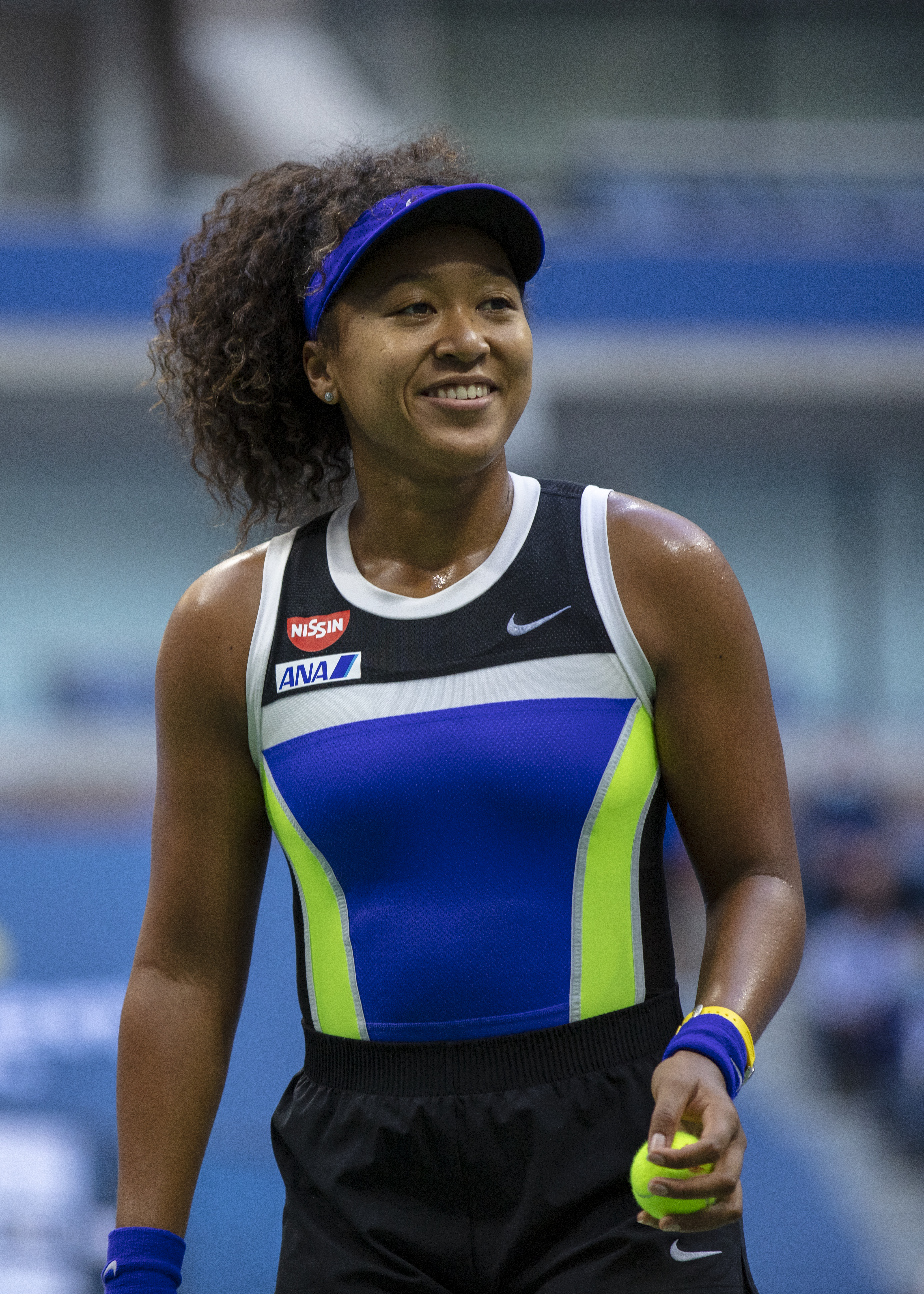
Japonka Naomi Ósakaová zopakovala triumf z roku 2018 a získala třetí kariérní grandslam

140. ročník US Open se odehrával mezi 31. srpnem až 13. zářím 2020 v Národním tenisovém centru Billie Jean Kingové, ležícím v parku Corona Flushing Meadows newyorské čtvrti Queens. Poprvé probíhal na středně pomalém tvrdém povrchu Laykold, který nahradil DecoTurf. Organizátoři uzavřeli pětiletou smlouvu na jeho používání. Úvodní ročník turnaje se v tomto areálu uskutečnil v roce 1978. V rozhodujících sadách zápasů byl hrán tiebreak.
Soutěže se konaly na sedmnácti z celkového počtu dvaceti dvou dvorců vnitřního areálu. Hlavními arénami byly největší tenisový stadion světa Arthur Ashe Stadium a Stadion Louise Armstronga. Třetí aréna Grandstand Stadium se stala hlavním dvorcem předcházejícího turnaje Western & Southern Open 2020 a do programu grandslamu nebyla zařazena.
Grandslam zahrnoval pouze soutěže mužské i ženské dvouhry se sto dvaceti osmu singlisty a mužskou i ženskou čtyřhru, se sníženým počtem třiceti dvou párů z obvyklých šedesáti čtyř dvojic. Vláda newyorského státu rozhodla o zrušení smíšené čtyřhry, kvalifikací a juniorských soutěží. Na programu nejdříve chyběly i vozíčkářské kategorie, což odpovídalo plánovanému překryvu s turnajem na Paralympijských hrách 2020. Po přesunu paralympiády na rok 2021 následoval požadavek vozíčkářů, včetně Dylana Alcota, aby byly jejich soutěže v rámci okruhu UNIQLO Tour doplněny na program. Organizátoři původní rozhodnutí změnili a vozíčkářský turnaj zařadili.
V účinnosti bylo pravidlo o vysoké teplotě, tzv. „heat rule“, v souvislosti s vyššími teplotami a rostoucí vlhkostí vzduchu. Pokud bylo pravidlo během utkání aktivováno, mohli tenisté požádat před rozhodujícím setem o desetiminutovou přestávku.

## Vítězové
Vítězem mužské dvouhry se stal Dominic Thiem, který vybojoval premiérový kariérní grandslam. Stal se prvním rakouským šampionem ve Flushing Meadows a po Thomasi Musterovi druhým takovým na grandslamu. Turnaj „velké čtyřky“ vyhrál jako její nový vítěz od triumfu Marina Čiliće na US Open 2014, respektive jako první šampion majoru narozený v 90. letech i první mladší 30 let od Wimbledonu 2016. Poprvé v historii US Open byl hrán tiebreak v páté sadě finále.
Ženskou dvouhru vyhrála Japonka Naomi Ósakaová, která po triumfu v roce 2018 získala na US Open druhou trofej, respektive třetí grandslamovou a stala se jedenáctou vícenásobnou šampionkou v otevřené éře turnaje. Poprvé od Arantxy Sánchezové Vicariové na US Open 1994 dokázala vítězka otočit průběh finále po ztracené úvodní sadě.
Mužskou čtyřhru ovládl chorvatsko-brazilský pár Mate Pavić a Bruno Soares, který se stal prvním nenasazeným vítězem turnaje od roku 2000. Po triumfu na Australian Open 2018 si Pavić připsal druhou deblovou trofej na grandslamu a pro Soarese to byl po titulech na Australian Open 2016 a US Open 2016 třetí takový grandslam kariéry.
Trofej v ženské čtyřhře připadla německo-ruské dvojici Laura Siegemundová a Věra Zvonarevová, jejíž členky odehrály první společný turnaj v kariéře. Zvonarevová vybojovala třetí grandslamovou trofej z ženské čtyřhry, po triumfu na US Open 2006 druhou ve Flushing Meadows, a celkově pátou. Pro Siegemundovou to byl první grandslam z ženského debla, a po titulu v mixu US Open 2016, druhý celkově. Poprvé od triumfu Zvonarevové s Dechyovou na US Open 2006 ovládla soutěž nenasazená dvojice.

### Galerie vítězů

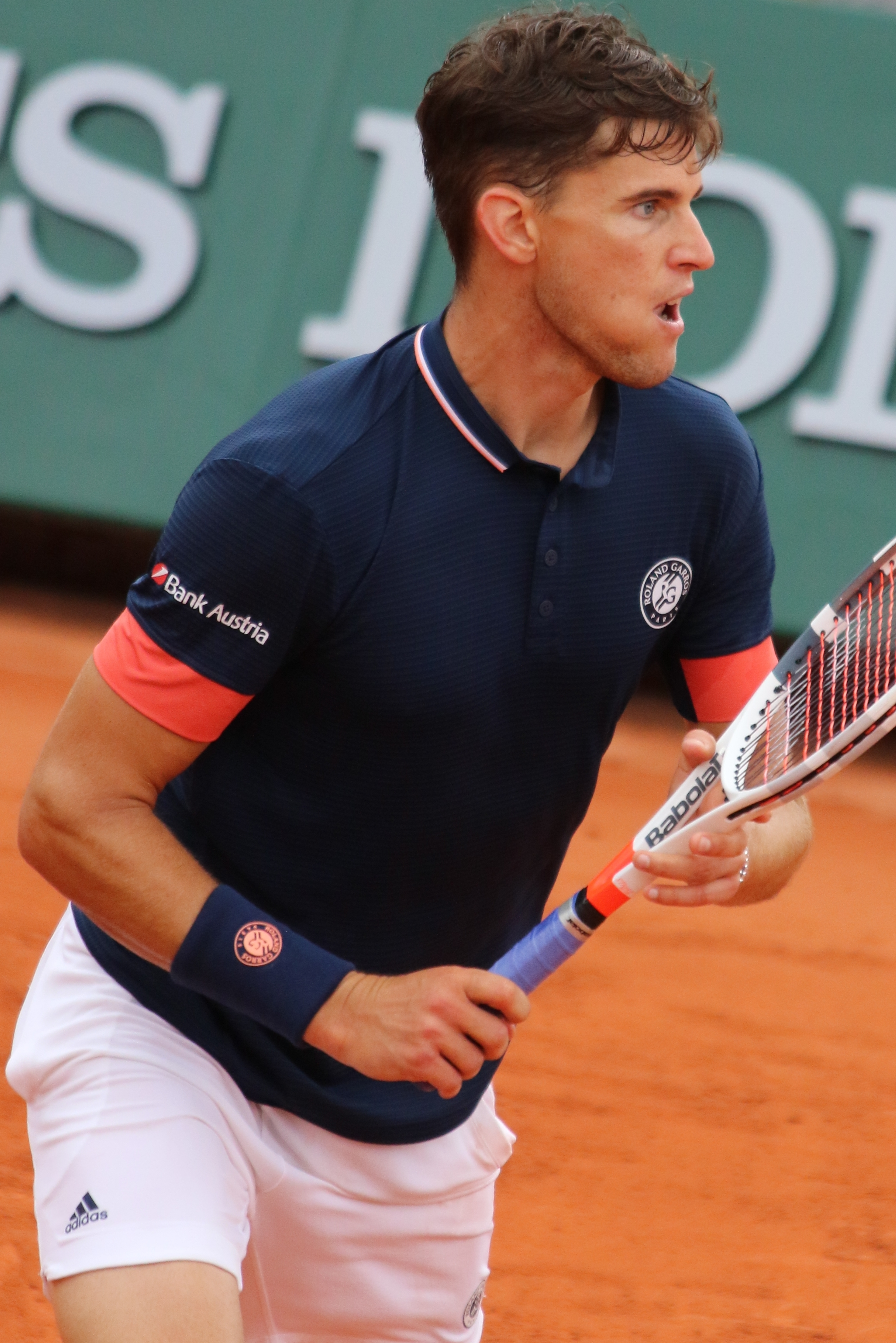
Dominic Thiem mužská dvouhra
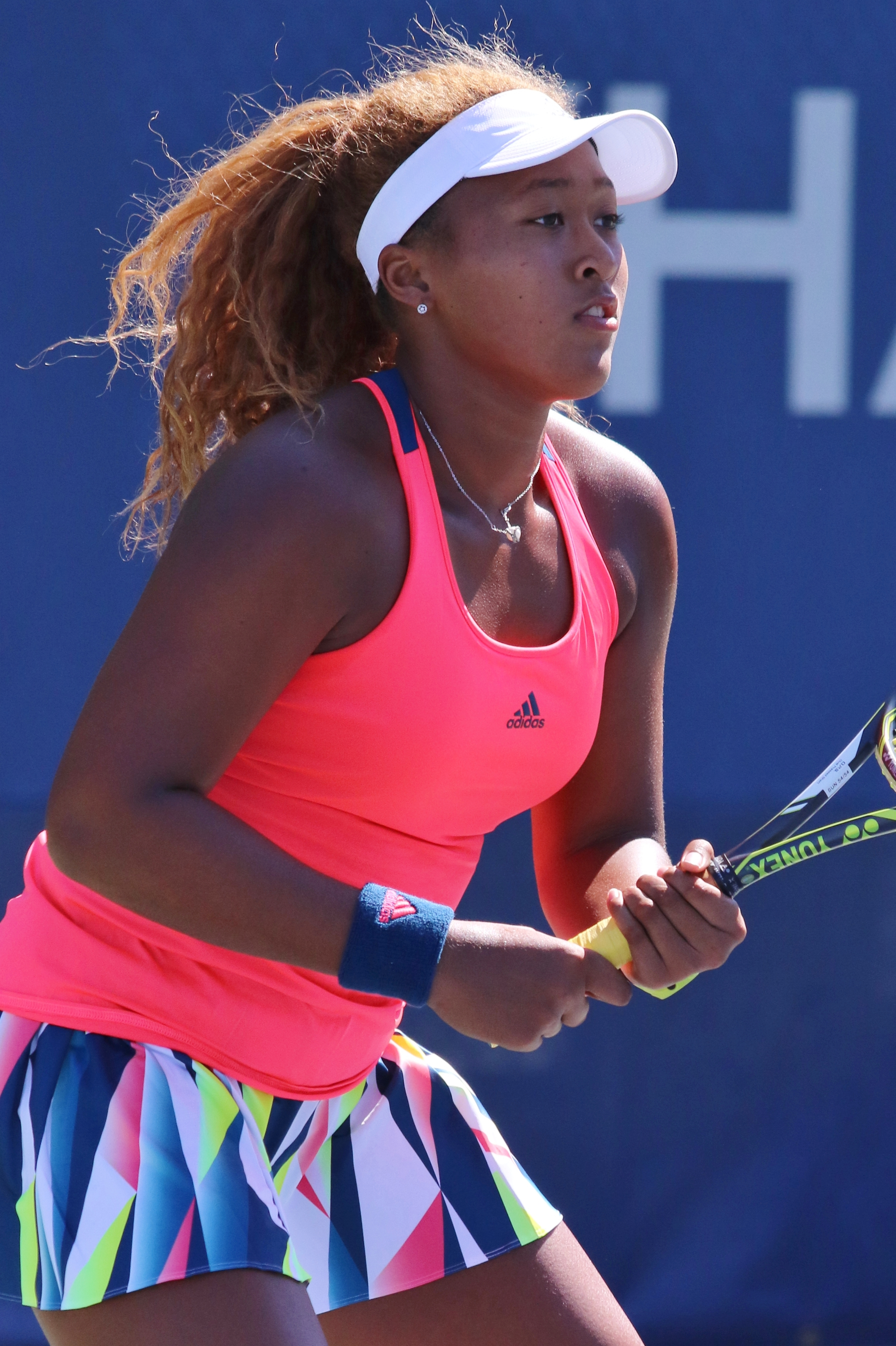
Naomi Ósakaová ženská dvouhra
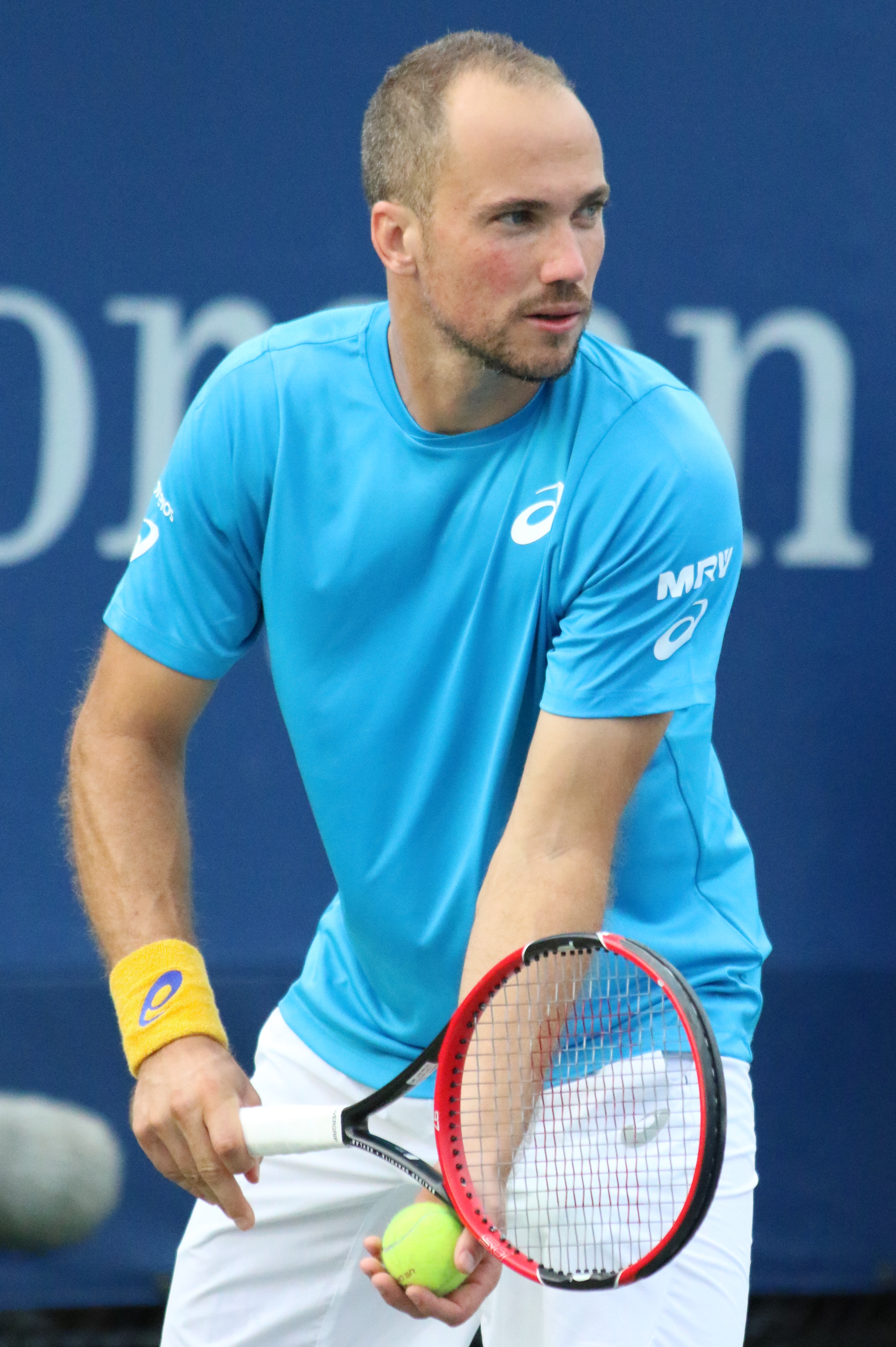
Bruno Soares mužská čtyřhra
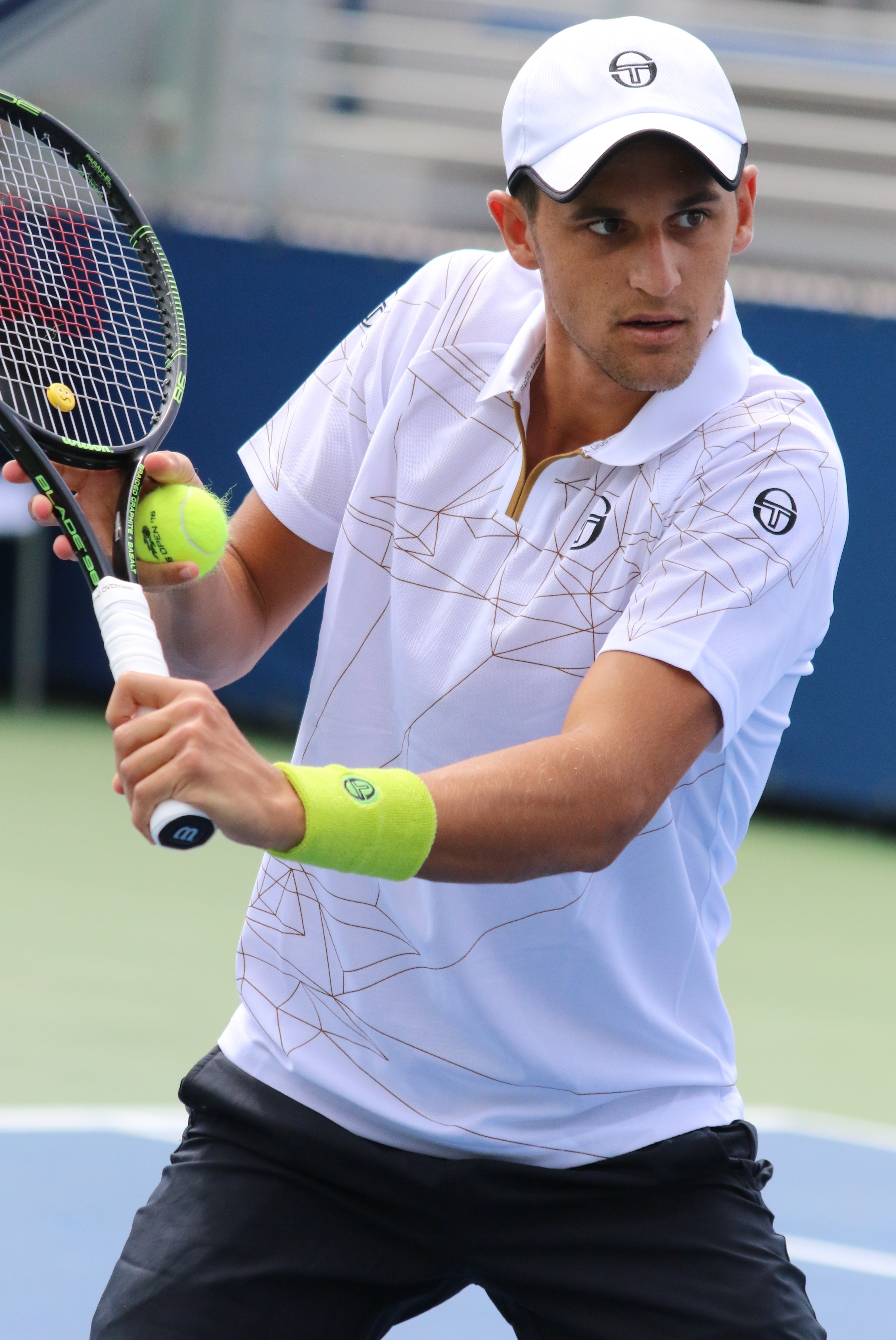
Mate Pavić mužská čtyřhra
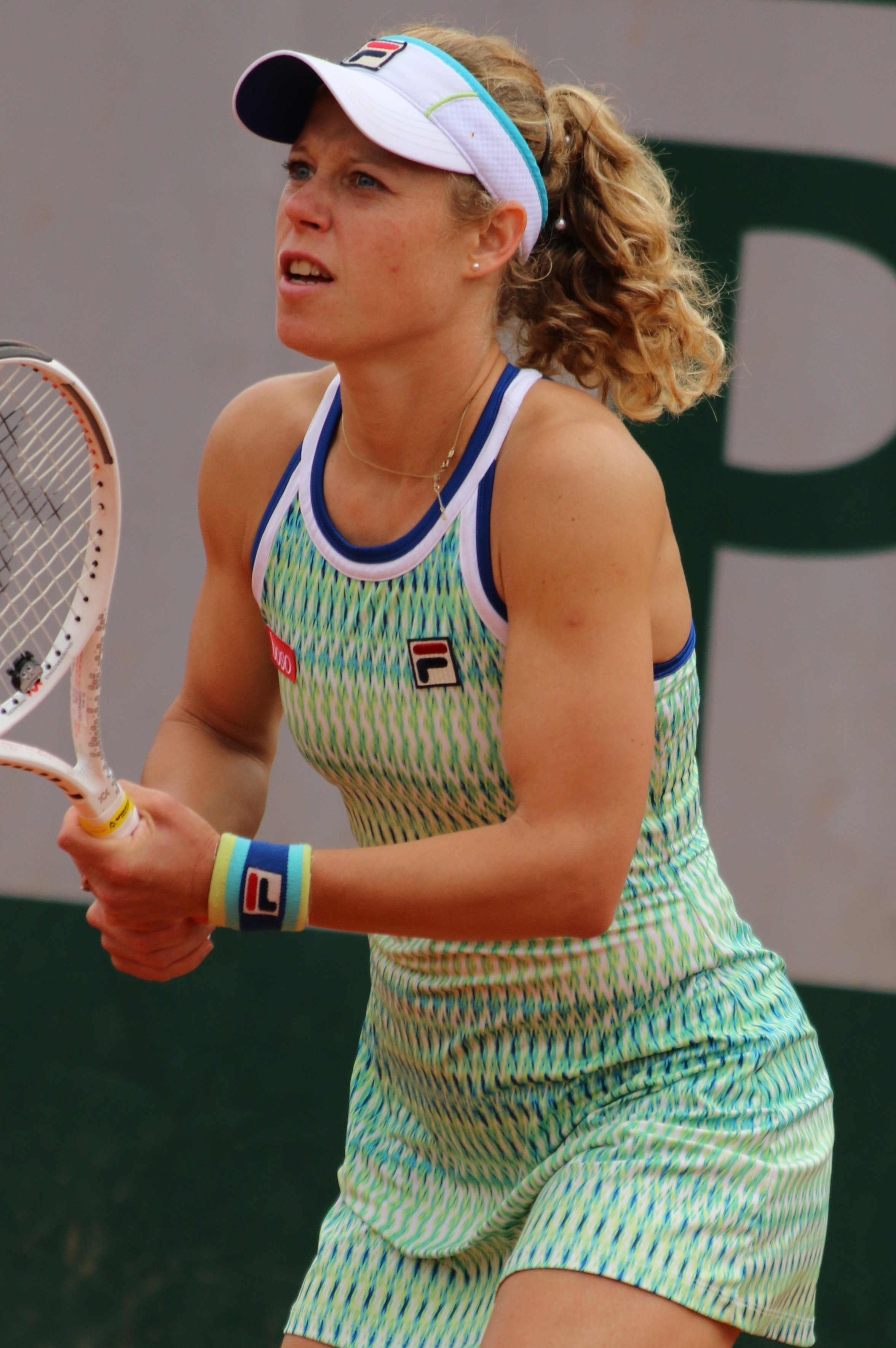
Laura Siegemundová ženská čtyřhra
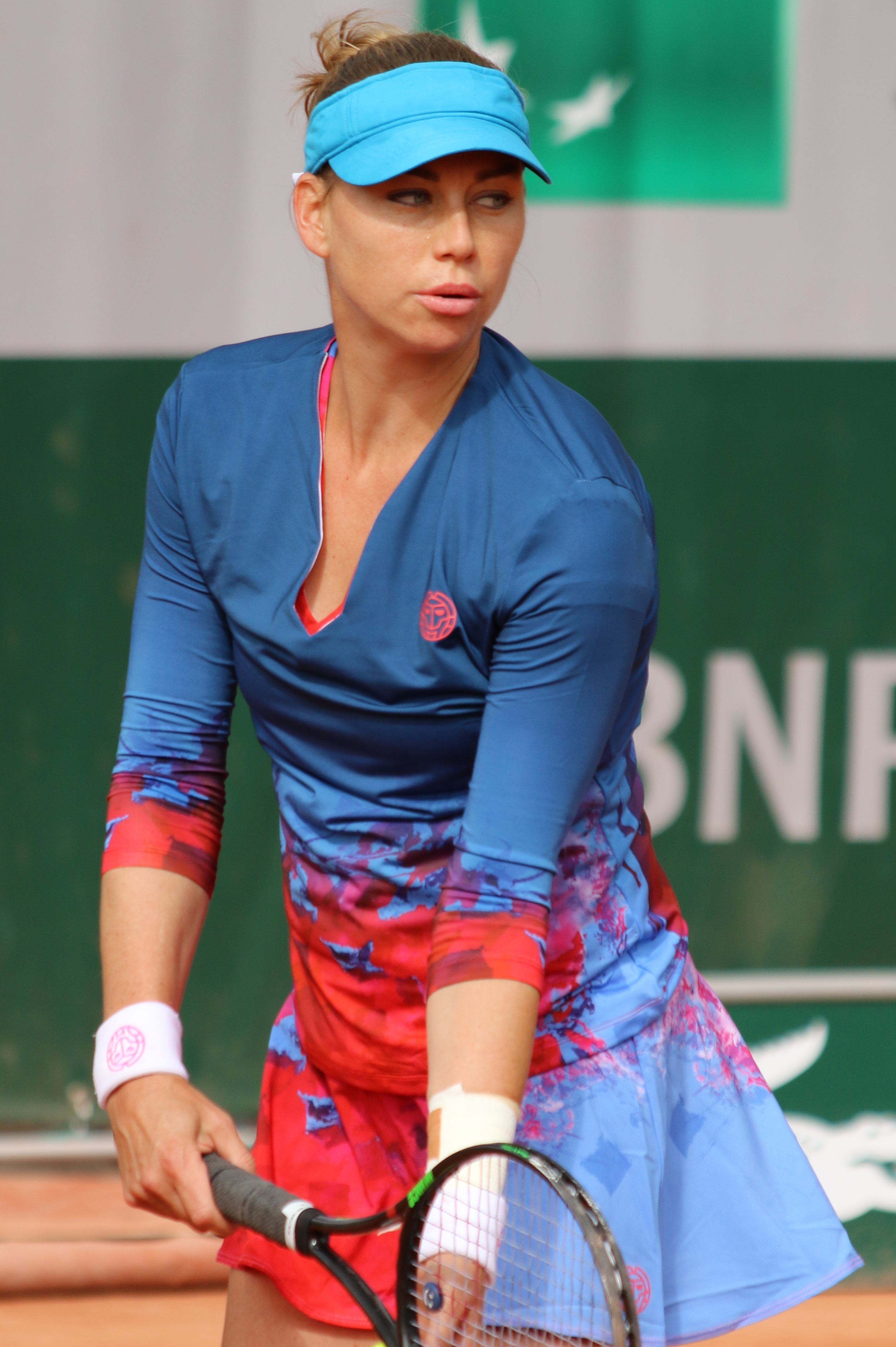
Věra Zvonarevová ženská čtyřhra

## Mediální pokrytí
Ve Spojených státech držela na vysílací práva pošesté exkluzivitu stanice ESPN, která zajišťovala živé přenosy z celé US Open Series. Jednalo se o jedenáctiletý kontrakt na období 2015–2026 v hodnotě 825 milionu dolarů. Stanice ESPN na americkém území disponovala právy na tři ze čtyř grandslamů kalendářního roku.
Televizní přenos finále ženské dvouhry na stanici ESPN zahájila premiéra videoklipu k singlu „Save the Day“ z osmého kompilačního alba Mariah Careyové The Rarities, natočeného v areálu před stadionem Arthura Ashe. Videoklip zachytil šampionky US Open Venus a Serenu Williamsovy, Sloane Stephensovou a Naomi Ósakaovou.

## Dotace turnaje
Celková dotace US Open 2020 činila 53 402 000 amerických dolarů, což představovalo meziroční snížení o 3,84 milionu dolarů. Vítězové dvouher si připsali 3 miliony dolarů. Rozpočet turnaje vozíčkářů dosáhl výše 350 tisíc dolarů. Do hráčského fondu na zmírnění dopadů koronavirové pandemie byla vložena celková částka 7,6 milionu dolarů.
| dvouhry                                                                  | 3 000 000 $ | 1 500 000 $ | 800 000 $ | 425 000 $ | 250 000 $ | 163 000 $ | 100 000 $ | 61 000 $ |
| čtyřhry                                                                  | 400 000 $   | 240 000 $   | 130 000 $ | 91 000 $  | 50 000 $  | 30 000 $  | —         | —        |
| Částky jsou uváděny v amerických dolarech a v deblových soutěžích na pár |             |             |           |           |           |           |           |          |

## Body do žebříčků ATP a WTA
Tabulka uvádí zisk bodů do žebříčku ATP a WTA v závislosti na kole turnaje, ve kterém tenista vypadl.
| Dospělí      | Dospělí  | Dospělí   | Dospělí       | Dospělí        | Dospělí   | Dospělí   | Dospělí   | Dospělí    | Dospělí | Dospělí | Dospělí | Dospělí |
| Soutěž       | vítězové | finalisté | semifinalisté | čtvrtfinalisté | 16 v kole | 32 v kole | 64 v kole | 128 v kole |         |         |         |         |
| ------------ | -------- | --------- | ------------- | -------------- | --------- | --------- | --------- | ---------- | ------- | ------- | ------- | ------- |
| dvouhra mužů | 2000     | 1200      | 720           | 360            | 180       | 90        | 45        | 10         |         |         |         |         |
| čtyřhra mužů | 1000     | 600       | 360           | 180            | 90        | 0         | —         | —          | —       | —       | —       |         |
| dvouhra žen  | 2000     | 1300      | 780           | 430            | 240       | 130       | 70        | 10         |         |         |         |         |
| čtyřhra žen  | 1000     | 650       | 390           | 215            | 120       | 10        | —         | —          |         |         |         |         |

## Dospělí

### Dvouhra mužů
|  | Čtvrtfinále | Čtvrtfinále         | Čtvrtfinále      | Čtvrtfinále   | Čtvrtfinále | Čtvrtfinále | Čtvrtfinále    |                 |             | Semifinále          | Semifinále | Semifinále | Semifinále | Semifinále | Semifinále | Semifinále |  |  | Finále | Finále           | Finále | Finále | Finále | Finále | Finále |
|  |             |                     |                  |               |             |             |                |                 |             |                     |            |            |            |            |            |            |  |  |        |                  |        |        |        |        |        |
|  | 20          | Pablo Carreño Busta | 3                | 7             | 7           | 0           | 6              |                 |             |                     |            |            |            |            |            |            |  |  |        |                  |        |        |        |        |        |
|  | 12          | Denis Shapovalov    | 6                | 65            | 64          | 6           | 3              |                 |             |                     |            |            |            |            |            |            |  |  |        |                  |        |        |        |        |        |
|  | 12          | Denis Shapovalov    | 6                | 65            | 64          | 6           | 3              |                 | 20          | Pablo Carreño Busta | 6          | 6          | 3          | 4          | 3          |            |  |  |        |                  |        |        |        |        |        |
|  |             |                     |                  |               |             |             |                |                 | 20          | Pablo Carreño Busta | 6          | 6          | 3          | 4          | 3          |            |  |  |        |                  |        |        |        |        |        |
|  |             | 5                   | Alexander Zverev | 3             | 2           | 6           | 6              | 6               |             |                     |            |            |            |            |            |            |  |  |        |                  |        |        |        |        |        |
|  | 27          | 5                   | Alexander Zverev | 3             | 2           | 6           | 6              | 6               | Borna Ćorić | 6                   | 65         | 61         | 3          |            |            |            |  |  |        |                  |        |        |        |        |        |
|  | 27          |                     |                  |               |             |             |                |                 | Borna Ćorić | 6                   | 65         | 61         | 3          |            |            |            |  |  |        |                  |        |        |        |        |        |
|  | 5           | Alexander Zverev    | 1                | 7             | 7           | 6           |                |                 |             |                     |            |            |            |            |            |            |  |  |        |                  |        |        |        |        |        |
|  |             |                     |                  |               |             |             |                |                 |             |                     |            |            |            |            |            |            |  |  | 5      | Alexander Zverev | 6      | 6      | 4      | 3      | 6      |
|  |             |                     | 2                | Dominic Thiem | 2           | 4           | 6              | 6               | 78          |                     |            |            |            |            |            |            |  |  |        |                  |        |        |        |        |        |
|  | 10          | Andrej Rubljov      | 6                | 3             | 65          |             |                |                 |             |                     |            |            |            |            |            |            |  |  |        |                  |        |        |        |        |        |
|  | 3           | Daniil Medveděv     | 78               | 6             | 7           |             |                |                 |             |                     |            |            |            |            |            |            |  |  |        |                  |        |        |        |        |        |
|  | 3           | Daniil Medveděv     | 78               | 6             | 7           |             | 3              | Daniil Medveděv | 2           | 67                  | 65         |            |            |            |            |            |  |  |        |                  |        |        |        |        |        |
|  |             |                     |                  |               |             |             |                | Daniil Medveděv | 2           | 67                  | 65         |            |            |            |            |            |  |  |        |                  |        |        |        |        |        |
|  |             | 2                   | Dominic Thiem    | 6             | 79          | 7           |                |                 |             |                     |            |            |            |            |            |            |  |  |        |                  |        |        |        |        |        |
|  | 21          | 2                   | Dominic Thiem    | 6             | 79          | 7           | Alex de Minaur | 1               | 2           | 4                   |            |            |            |            |            |            |  |  |        |                  |        |        |        |        |        |
|  | 21          |                     |                  |               |             |             | Alex de Minaur | 1               | 2           | 4                   |            |            |            |            |            |            |  |  |        |                  |        |        |        |        |        |
|  | 2           | Dominic Thiem       | 6                | 6             | 6           |             |                |                 |             |                     |            |            |            |            |            |            |  |  |        |                  |        |        |        |        |        |

### Dvouhra žen
|  | Čtvrtfinále | Čtvrtfinále         | Čtvrtfinále         | Čtvrtfinále | Čtvrtfinále |    |                   | Semifinále         | Semifinále     | Semifinále | Semifinále | Semifinále |  |  | Finále | Finále | Finále | Finále | Finále |
|  |             |                     |                     |             |             |    |                   |                    |                |            |            |            |  |  |        |        |        |        |        |
|  | 28          | Jennifer Bradyová   | 6                   | 6           |             |    |                   |                    |                |            |            |            |  |  |        |        |        |        |        |
|  | 23          | Julia Putincevová   | 3                   | 2           |             |    |                   |                    |                |            |            |            |  |  |        |        |        |        |        |
|  | 23          | Julia Putincevová   | 3                   | 2           |             | 28 | Jennifer Bradyová | 61                 | 6              | 3          |            |            |  |  |        |        |        |        |        |
|  |             |                     |                     |             |             |    | Jennifer Bradyová | 61                 | 6              | 3          |            |            |  |  |        |        |        |        |        |
|  |             | 4                   | Naomi Ósakaová      | 7           | 3           | 6  |                   |                    |                |            |            |            |  |  |        |        |        |        |        |
|  | 4           | 4                   | Naomi Ósakaová      | 7           | 3           | 6  | Naomi Ósakaová    | 6                  | 6              |            |            |            |  |  |        |        |        |        |        |
|  | 4           |                     |                     |             |             |    | Naomi Ósakaová    | 6                  | 6              |            |            |            |  |  |        |        |        |        |        |
|  |             | Shelby Rogersová    | 3                   | 4           |             |    |                   |                    |                |            |            |            |  |  |        |        |        |        |        |
|  |             |                     |                     |             |             |    |                   | 4                  | Naomi Ósakaová | 1          | 6          | 6          |  |  |        |        |        |        |        |
|  |             |                     |                     |             |             |    |                   |                    |                |            |            |            |  |  |        |        |        |        |        |
|  |             |                     | Viktoria Azarenková | 6           | 3           | 3  |                   |                    |                |            |            |            |  |  |        |        |        |        |        |
|  | PR          | Cvetana Pironkovová | Viktoria Azarenková | 6           | 3           | 3  | 6                 | 3                  | 2              |            |            |            |  |  |        |        |        |        |        |
|  | PR          | Cvetana Pironkovová |                     |             |             |    | 6                 | 3                  | 2              |            |            |            |  |  |        |        |        |        |        |
|  | 3           | Serena Williamsová  | 4                   | 6           | 6           |    |                   |                    |                |            |            |            |  |  |        |        |        |        |        |
|  | 3           | Serena Williamsová  | 4                   | 6           | 6           |    | 3                 | Serena Williamsová | 6              | 3          | 3          |            |  |  |        |        |        |        |        |
|  |             |                     |                     |             |             |    | 3                 | Serena Williamsová | 6              | 3          | 3          |            |  |  |        |        |        |        |        |
|  |             |                     | Viktoria Azarenková | 1           | 6           | 6  |                   |                    |                |            |            |            |  |  |        |        |        |        |        |
|  |             | Viktoria Azarenková | Viktoria Azarenková | 1           | 6           | 6  | 6                 | 6                  |                |            |            |            |  |  |        |        |        |        |        |
|  |             | Viktoria Azarenková |                     |             |             |    | 6                 | 6                  |                |            |            |            |  |  |        |        |        |        |        |
|  | 16          | Elise Mertensová    | 1                   | 0           |             |    |                   |                    |                |            |            |            |  |  |        |        |        |        |        |

### Čtyřhra mužů
|  | Čtvrtfinále | Čtvrtfinále                    | Čtvrtfinále                  | Čtvrtfinále | Čtvrtfinále |                                        |                          | Semifinále | Semifinále              | Semifinále | Semifinále | Semifinále |  |  | Finále | Finále | Finále | Finále | Finále |
|  |             |                                |                              |             |             |                                        |                          |            |                         |            |            |            |  |  |        |        |        |        |        |
|  |             | Jean-Julien Rojer Horia Tecău  | 7                            | 7           |             |                                        |                          |            |                         |            |            |            |  |  |        |        |        |        |        |
|  |             | Rohan Bopanna Denis Shapovalov | 5                            | 5           |             |                                        |                          |            |                         |            |            |            |  |  |        |        |        |        |        |
|  |             | Rohan Bopanna Denis Shapovalov | 5                            | 5           |             | Jean-Julien Rojer Horia Tecău          | 4                        | 5          |                         |            |            |            |  |  |        |        |        |        |        |
|  |             |                                |                              |             |             |                                        | 4                        | 5          |                         |            |            |            |  |  |        |        |        |        |        |
|  |             |                                | Mate Pavić Bruno Soares      | 6           | 7           |                                        |                          |            |                         |            |            |            |  |  |        |        |        |        |        |
|  |             | Jamie Murray Neal Skupski      | Mate Pavić Bruno Soares      | 6           | 7           | 2                                      | 64                       |            |                         |            |            |            |  |  |        |        |        |        |        |
|  |             | Jamie Murray Neal Skupski      |                              |             |             | 2                                      | 64                       |            |                         |            |            |            |  |  |        |        |        |        |        |
|  |             | Mate Pavić Bruno Soares        | 6                            | 7           |             |                                        |                          |            |                         |            |            |            |  |  |        |        |        |        |        |
|  |             |                                |                              |             |             |                                        |                          |            | Mate Pavić Bruno Soares | =7         | 6          |            |  |  |        |        |        |        |        |
|  |             |                                |                              |             |             |                                        |                          |            |                         |            |            |            |  |  |        |        |        |        |        |
|  |             | 8                              | Wesley Koolhof Nikola Mektić | 5           | 3           |                                        |                          |            |                         |            |            |            |  |  |        |        |        |        |        |
|  | WC          | 8                              | Wesley Koolhof Nikola Mektić | 5           | 3           | Christopher Eubanks Mackenzie McDonald | 2                        | 65         |                         |            |            |            |  |  |        |        |        |        |        |
|  | WC          |                                |                              |             |             | Christopher Eubanks Mackenzie McDonald | 2                        | 65         |                         |            |            |            |  |  |        |        |        |        |        |
|  | 3           | Rajeev Ram Joe Salisbury       | 6                            | 7           |             |                                        |                          |            |                         |            |            |            |  |  |        |        |        |        |        |
|  | 3           | Rajeev Ram Joe Salisbury       | 6                            | 7           |             | 3                                      | Rajeev Ram Joe Salisbury | 63         | 4                       |            |            |            |  |  |        |        |        |        |        |
|  |             |                                |                              |             |             |                                        | Rajeev Ram Joe Salisbury | 63         | 4                       |            |            |            |  |  |        |        |        |        |        |
|  |             | 8                              | Wesley Koolhof Nikola Mektić | 7           | 6           |                                        |                          |            |                         |            |            |            |  |  |        |        |        |        |        |
|  | 8           | 8                              | Wesley Koolhof Nikola Mektić | 7           | 6           | Wesley Koolhof Nikola Mektić           | 78                       | 6          |                         |            |            |            |  |  |        |        |        |        |        |
|  | 8           |                                |                              |             |             | Wesley Koolhof Nikola Mektić           | 78                       | 6          |                         |            |            |            |  |  |        |        |        |        |        |
|  |             | Sander Gillé Joran Vliegen     | 6                            | 3           |             |                                        |                          |            |                         |            |            |            |  |  |        |        |        |        |        |

### Čtyřhra žen
|  | Čtvrtfinále | Čtvrtfinále                         | Čtvrtfinále                         | Čtvrtfinále | Čtvrtfinále |                                        |                                        | Semifinále | Semifinále                  | Semifinále | Semifinále | Semifinále |  |  | Finále | Finále | Finále | Finále | Finále |
|  |             |                                     |                                     |             |             |                                        |                                        |            |                             |            |            |            |  |  |        |        |        |        |        |
|  |             | Gabriela Dabrowská Alison Riskeová  | 4                                   | 2           |             |                                        |                                        |            |                             |            |            |            |  |  |        |        |        |        |        |
|  |             | Asia Muhammadová Taylor Townsendová | 6                                   | 6           |             |                                        |                                        |            |                             |            |            |            |  |  |        |        |        |        |        |
|  |             | Asia Muhammadová Taylor Townsendová | 6                                   | 6           |             | Asia Muhammadová Taylor Townsendová    | 4                                      | 6          | 67                          |            |            |            |  |  |        |        |        |        |        |
|  |             |                                     |                                     |             |             |                                        | 4                                      | 6          | 67                          |            |            |            |  |  |        |        |        |        |        |
|  |             | 3                                   | Nicole Melicharová Sü I-fan         | 6           | 3           | 79                                     |                                        |            |                             |            |            |            |  |  |        |        |        |        |        |
|  | 3           | 3                                   | Nicole Melicharová Sü I-fan         | 6           | 3           | 79                                     | Nicole Melicharová Sü I-fan            | 6          | 6                           |            |            |            |  |  |        |        |        |        |        |
|  | 3           |                                     |                                     |             |             |                                        | Nicole Melicharová Sü I-fan            | 6          | 6                           |            |            |            |  |  |        |        |        |        |        |
|  |             | Hayley Carterová Luisa Stefaniová   | 2                                   | 3           |             |                                        |                                        |            |                             |            |            |            |  |  |        |        |        |        |        |
|  |             |                                     |                                     |             |             |                                        |                                        | 3          | Nicole Melicharová Sü I-fan | 4          | 4          |            |  |  |        |        |        |        |        |
|  |             |                                     |                                     |             |             |                                        |                                        |            |                             |            |            |            |  |  |        |        |        |        |        |
|  |             | PR                                  | Laura Siegemundová Věra Zvonarevová | 6           | 6           |                                        |                                        |            |                             |            |            |            |  |  |        |        |        |        |        |
|  |             | PR                                  | Laura Siegemundová Věra Zvonarevová | 6           | 6           | Anna Blinkovová Veronika Kuděrmetovová | 6                                      | 6          |                             |            |            |            |  |  |        |        |        |        |        |
|  |             |                                     |                                     |             |             | Anna Blinkovová Veronika Kuděrmetovová | 6                                      | 6          |                             |            |            |            |  |  |        |        |        |        |        |
|  | 4           | Květa Peschkeová Demi Schuursová    | 4                                   | 2           |             |                                        |                                        |            |                             |            |            |            |  |  |        |        |        |        |        |
|  | 4           | Květa Peschkeová Demi Schuursová    | 4                                   | 2           |             |                                        | Anna Blinkovová Veronika Kuděrmetovová | 7          | 3                           | 5          |            |            |  |  |        |        |        |        |        |
|  |             |                                     |                                     |             |             |                                        | Anna Blinkovová Veronika Kuděrmetovová | 7          | 3                           | 5          |            |            |  |  |        |        |        |        |        |
|  |             | PR                                  | Laura Siegemundová Věra Zvonarevová | 5           | 6           | 7                                      |                                        |            |                             |            |            |            |  |  |        |        |        |        |        |
|  | PR          | PR                                  | Laura Siegemundová Věra Zvonarevová | 5           | 6           | 7                                      | Laura Siegemundová Věra Zvonarevová    | 6          | 7                           |            |            |            |  |  |        |        |        |        |        |
|  | PR          |                                     |                                     |             |             |                                        | Laura Siegemundová Věra Zvonarevová    | 6          | 7                           |            |            |            |  |  |        |        |        |        |        |
|  | 2           | Elise Mertensová Aryna Sabalenková  | 4                                   | 61          |             |                                        |                                        |            |                             |            |            |            |  |  |        |        |        |        |        |

## Odhlášení tenisté

### Mužská dvouhra
| Odstoupení                     | Odstoupení   | Odstoupení            | Odstoupení | Nahrazení | Nahrazení         |
| Žebříček ATP                   | Žebříček ATP | tenista               | tenista    | ATP       | tenista           |
| ------------------------------ | ------------ | --------------------- | ---------- | --------- | ----------------- |
| Top 10 (3)                     | 2.           | Rafael Nadal          | [ 32 ]     | 119.      | Marc Polmans      |
| Top 10 (3)                     | 4.           | Roger Federer         | [ 33 ]     | 388.      | Jack Sock         |
| Top 10 (3)                     | 9.           | Gaël Monfils          | [ 34 ]     | 120.      | Jason Jung        |
| Top 20 (5)                     | 11.          | Fabio Fognini         | [ 35 ]     | 123.      | Paolo Lorenzi     |
| Top 20 (5)                     | 15.          | Stan Wawrinka         | [ 36 ]     | 121.      | Jozef Kovalík     |
| Top 50 (8)                     | 23.          | Benoît Paire          | [ 37 ]     | 151.      | Marcel Granollers |
| Top 50 (8)                     | 40.          | Nick Kyrgios          | [ 38 ]     | 124.      | Kevin Anderson    |
| Top 50 (8)                     | 49.          | Jo-Wilfried Tsonga    | [ 35 ]     | 125.      | Ivo Karlović      |
| Top 100 (10)                   | 58.          | Lucas Pouille         | [ 39 ]     | 126.      | Peter Gojowczyk   |
| Top 100 (10)                   | 68.          | Pierre-Hugues Herbert | [ 40 ]     | 128.      | Bradley Klahn     |
| Top 1000 (13)                  | 102.         | Alexei Popyrin        | [ 41 ]     | 134.      | Andy Murray       |
| Top 1000 (13)                  | 975.         | Lu Jan-sun            | [ 41 ]     | 131.      | Federico Gaio     |
| Top 1000 (13)                  | 976.         | Nicolás Jarry         | [ 42 ]     | 122.      | Sumit Nagal       |
| Žebříček ATP k 24. srpnu 2020. |              |                       |            |           |                   |

### Ženská dvouhra
| Odstoupení                     | Odstoupení   | Odstoupení                 | Odstoupení | Nahrazení | Nahrazení               |
| Žebříček WTA                   | Žebříček WTA | tenistka                   | tenistka   | WTA       | tenistka                |
| ------------------------------ | ------------ | -------------------------- | ---------- | --------- | ----------------------- |
| Top 10 (6)                     | 1.           | Ashleigh Bartyová          | [ 43 ]     | 105.      | Aljaksandra Sasnovičová |
| Top 10 (6)                     | 2.           | Simona Halepová            | [ 41 ]     | 674.      | Irina Chromačovová      |
| Top 10 (6)                     | 5.           | Elina Svitolinová          | [ 41 ]     | 130.      | Natalja Vichljancevová  |
| Top 10 (6)                     | 6.           | Bianca Andreescuová        | [ 41 ]     | 129.      | Olga Govorcovová        |
| Top 10 (6)                     | 7.           | Kiki Bertensová            | [ 41 ]     | 128.      | Francesca Di Lorenzová  |
| Top 10 (6)                     | 8.           | Belinda Bencicová          | [ 41 ]     | 139.      | Barbara Haasová         |
| Top 30 (8)                     | 29.          | Wang Čchiang               | [ 44 ]     | 122.      | Mihaela Buzărnescuová   |
| Top 30 (8)                     | 30.          | Anastasija Pavljučenkovová | [ 45 ]     | 352.      | Věra Lapková            |
| Top 50 (15)                    | 31.          | Barbora Strýcová           | [ 41 ]     | 133.      | Ann Liová               |
| Top 50 (15)                    | 32.          | Světlana Kuzněcovová       | [ 46 ]     | 135.      | Tereza Martincová       |
| Top 50 (15)                    | 34.          | Čeng Saj-saj               | [ 47 ]     | 112.      | Kaja Juvanová           |
| Top 50 (15)                    | 38.          | Julia Görgesová            | [ 48 ]     | 121.      | Ysaline Bonaventureová  |
| Top 50 (15)                    | 42.          | Jeļena Ostapenková         | [ 41 ]     | 143.      | Whitney Osuigweová      |
| Top 50 (15)                    | 45.          | Fiona Ferrová              | [ 41 ]     | 136.      | Caroline Dolehideová    |
| Top 50 (15)                    | 47.          | Polona Hercogová           | [ 41 ]     | 146.      | Yanina Wickmayerová     |
| Top 100 (24)                   | 56.          | Sie Šu-wej                 | [ 41 ]     | 140.      | Usue Maitane Arconadová |
| Top 100 (24)                   | 69.          | Carla Suárezová Navarrová  | [ 41 ]     | 142.      | Kurumi Naraová          |
| Top 100 (24)                   | 73.          | Tamara Zidanšeková         | [ 41 ]     | 145.      | Anhelina Kalininová     |
| Top 100 (24)                   | 76.          | Ču Lin                     | [ 47 ]     | 123.      | Viktorija Golubicová    |
| Top 100 (24)                   | 81.          | Wang Ja-fan                | [ 47 ]     | —         | Cvetana Pironkovová     |
| Top 100 (24)                   | 85.          | Anastasija Potapovová      | [ 47 ]     | 124.      | Caty McNallyová         |
| Top 100 (24)                   | 87.          | Ana Bogdanová              | [ 49 ]     | 125.      | Katarzyna Kawaová       |
| Top 100 (24)                   | 89.          | Andrea Petkovicová         | [ 41 ]     | 137.      | Marta Kosťuková         |
| Top 100 (24)                   | 98.          | Samantha Stosurová         | [ 50 ]     | 126.      | Astra Sharmaová         |
| Top 200 (29)                   | 104.         | Pcheng Šuaj                | [ 49 ]     | 127.      | Lizette Cabrerová       |
| Top 200 (29)                   | 109.         | Wang Si-jü                 | [ 41 ]     | 131.      | Lesja Curenková         |
| Top 200 (29)                   | 110.         | Vitalija Ďjačenková        | [ 51 ]     | 192.      | Asia Muhammadová        |
| Top 200 (29)                   | 114.         | Barbora Krejčíková         | [ 41 ]     | 132.      | Viktorija Tomovová      |
| Top 200 (29)                   | 131.         | Lesja Curenková            | [ 52 ]     | 154.      | Arina Rodionovová       |
| Žebříček WTA k 24. srpnu 2020. |              |                            |            |           |                         |

## Divoké karty
Následující tenisté obdrželi divokou kartu do hlavních soutěží.
| - Ulises Blanch - Maxime Cressy - Sebastian Korda - Mitchell Krueger - Thai-Son Kwiatkowski - Michael Mmoh - Brandon Nakashima - Jeffrey John Wolf | - Hailey Baptisteová - Catherine Bellisová - Kim Clijstersová - Claire Liuová - Allie Kiicková - Robin Montgomeryová - Katrina Scottová - Sachia Vickeryová |

| - Ernesto Escobedo / Noah Rubin - Christopher Eubanks / Mackenzie McDonald - Ryan Harrison / Christian Harrison - Nathaniel Lammons / Nicholas Monroe | - Usue Maitane Arconadová / Christina McHaleová - Hailey Baptisteová / Kim Clijstersová - Ann Liová / Bernarda Peraová - Jessica Pegulaová / Shelby Rogersová |

## Žebříčková ochrana
Následující tenisté využili k účasti v hlavních soutěžích žebříčkové ochrany:
| Mužská dvouhra - Mackenzie McDonald (83. chráněný žebříček) - Jack Sock (119. chráněný žebříček) | Ženská dvouhra - Kateryna Bondarenková (85. chráněný žebříček) - Irina Chromačovová (137. chráněný žebříček) - Věra Lapková (120. chráněný žebříček) - Cvetana Pironkovová (123. chráněný žebříček) - Věra Zvonarevová (78. chráněný žebříček) |